# Massariothea shawiae
Massariothea shawiae är en svampart som först beskrevs av B. Sutton, och fick sitt nu gällande namn av B. Sutton 1978. Massariothea shawiae ingår i släktet Massariothea, divisionen sporsäcksvampar och riket svampar.   Inga underarter finns listade i Catalogue of Life.